# Antandroyanus decorsei
Antandroyanus decorsei är en skalbaggsart som beskrevs av Dewailly 1950. Antandroyanus decorsei ingår i släktet Antandroyanus och familjen Melolonthidae. Inga underarter finns listade i Catalogue of Life.